# Rote Tigervogelspinne
Die Rote Tigervogelspinne (Davus fasciatus, Synonym: Cyclosternum fasciatum) ist eine Spinne aus der Familie der Vogelspinnen (Theraphosidae). Sie ist im südlichen Mittelamerika verbreitet. Die Art ist nicht mit der namentlich ähnlichen und in Südindien verbreiteten Tigervogelspinne (Poecilotheria regalis) aus der monogenerischen Unterfamilie der Poecilotheriinae zu verwechseln.
Der englische Trivialname der Roten Tigervogelspinne lautet Costa Rican tiger rump (tarantula) (übersetzt: „Costa Rica-Tigerrumpf(-Vogelspinne)“).

## Merkmale

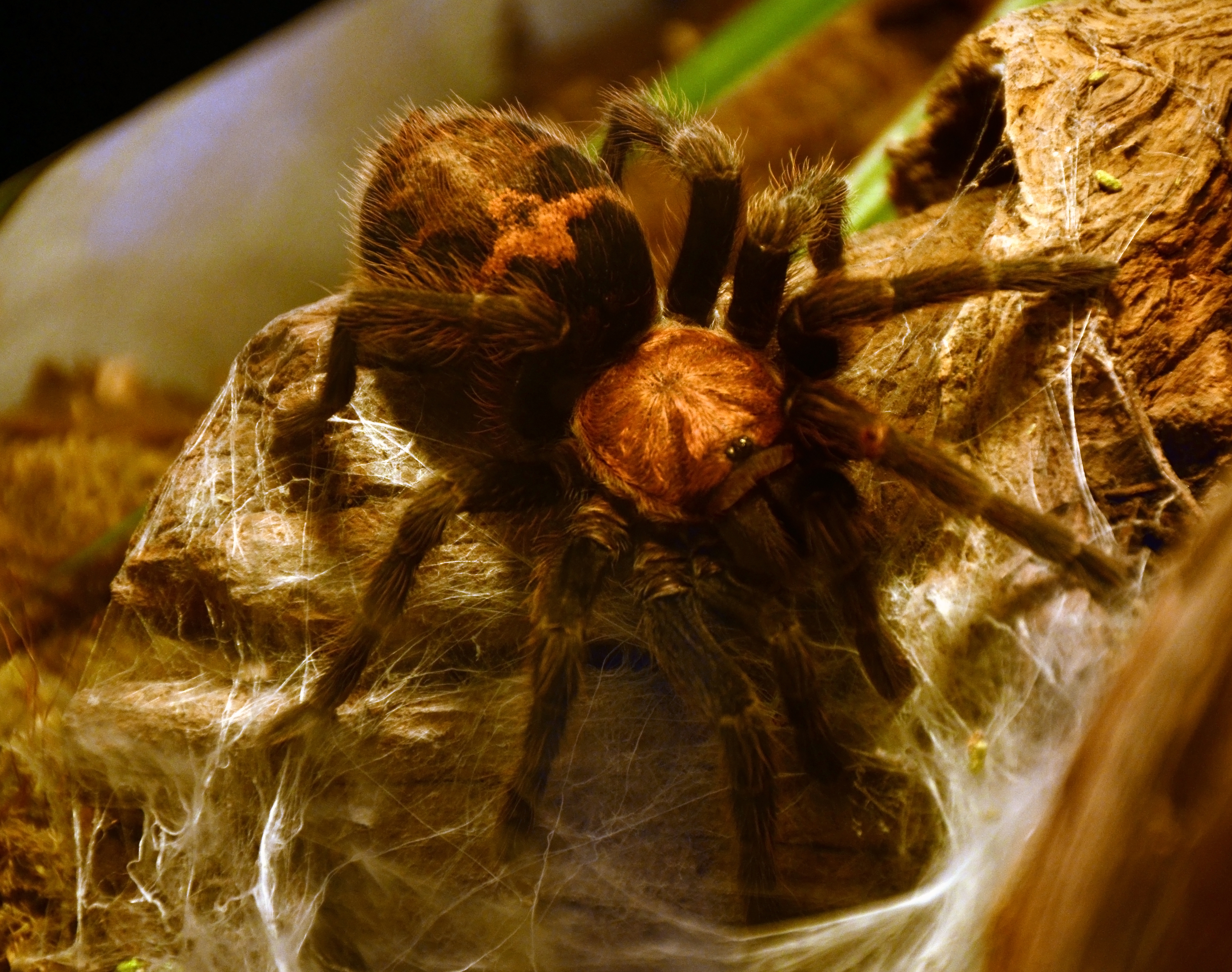
Weibchen der Roten Tigervogelspinne

Das Weibchen der Roten Tigervogelspinne erreicht eine Körperlänge von etwa 50 und das Männchen eine von etwa 30 Millimetern, womit die Art zu den Zwergvogelspinnen gerechnet wird. Die Beinspannweite beträgt beim Weibchen bis zu 120 und beim Männchen 80 bis 100 Millimeter. Die Grundfarbe der Roten Tigervogelspinne ist schwarz. Der Carapax (Rückenschild des Prosomas, bzw. Vorderkörpers) erscheint kupfer- bis goldfarben. Während die Coxae (Hüftglieder) einheitlich schwarz gefärbt sind, so sind die Trochanter (Schenkelringe) und Tarsen (Fußglieder) dunkelgrau und samtig. Ein auffälliges Merkmal der Art sind die fünf ebenfalls kupfer- bis goldfarbenen Querstreifen auf dem ansonsten schwarzen Opisthosoma (Hinterleib). Die Rote Tigervogelspinne verfügt über Brennhaare und zählt somit zu den bombardierfähigen Vogelspinnen.

### Ähnliche Arten

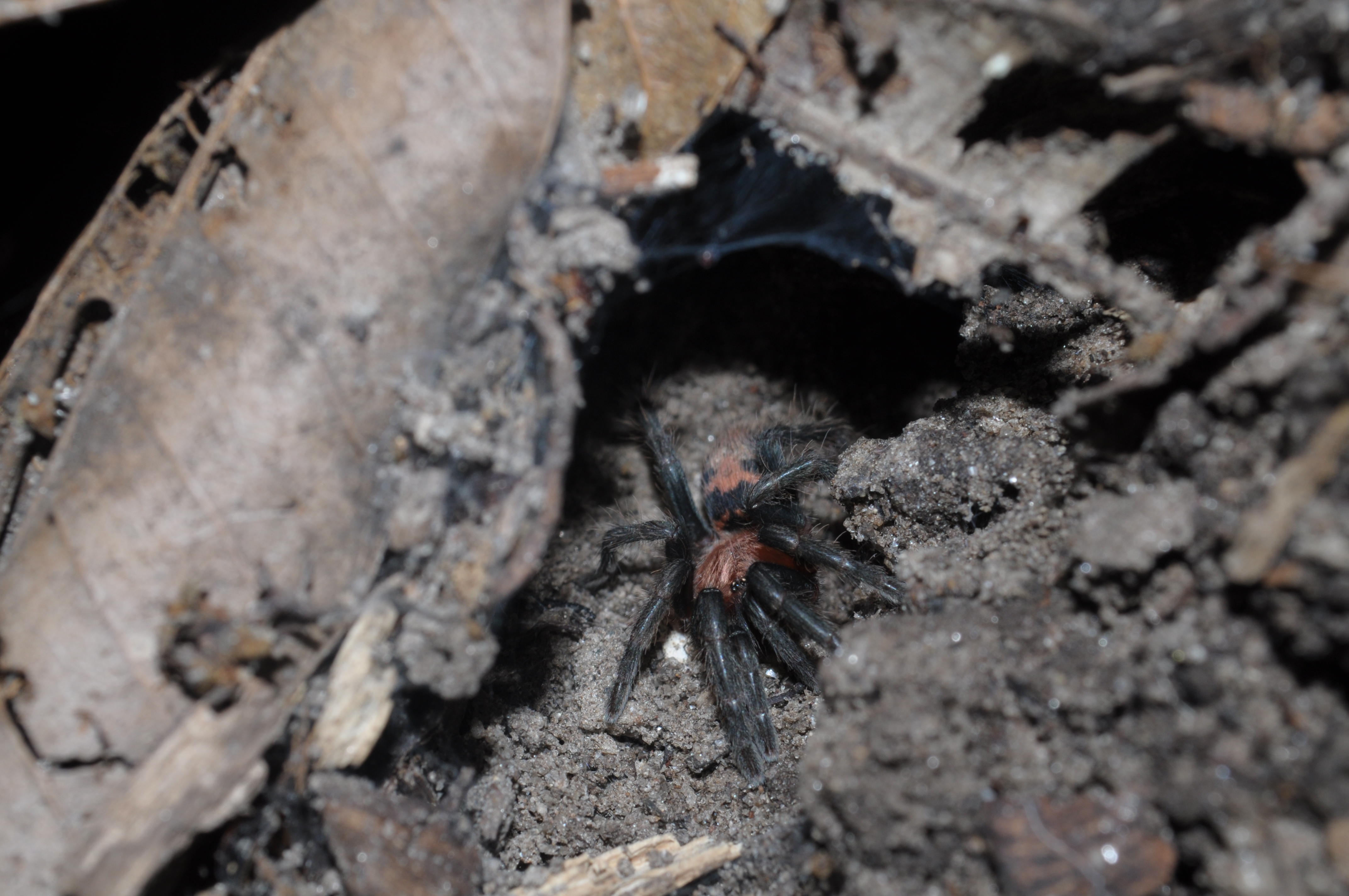
Weibchen der nah verwandten und ähnlichen Art Davus pentaloris

Eine der Roten Tigervogelspinne ähnliche Art ist nah verwandte Davus pentaloris. Diese hat aber anders als die Rote Tigervogelspinne einen orangen Carapax und eine rote Querstreifung auf dem Opisthosoma. Da Davus pentaloris im Gegensatz zur Roten Tigervogelspinne in Guatemala vorkommt, sind Verwechslungen beider Arten in freier Natur unter gewöhnlichen Umständen nicht möglich.

## Vorkommen

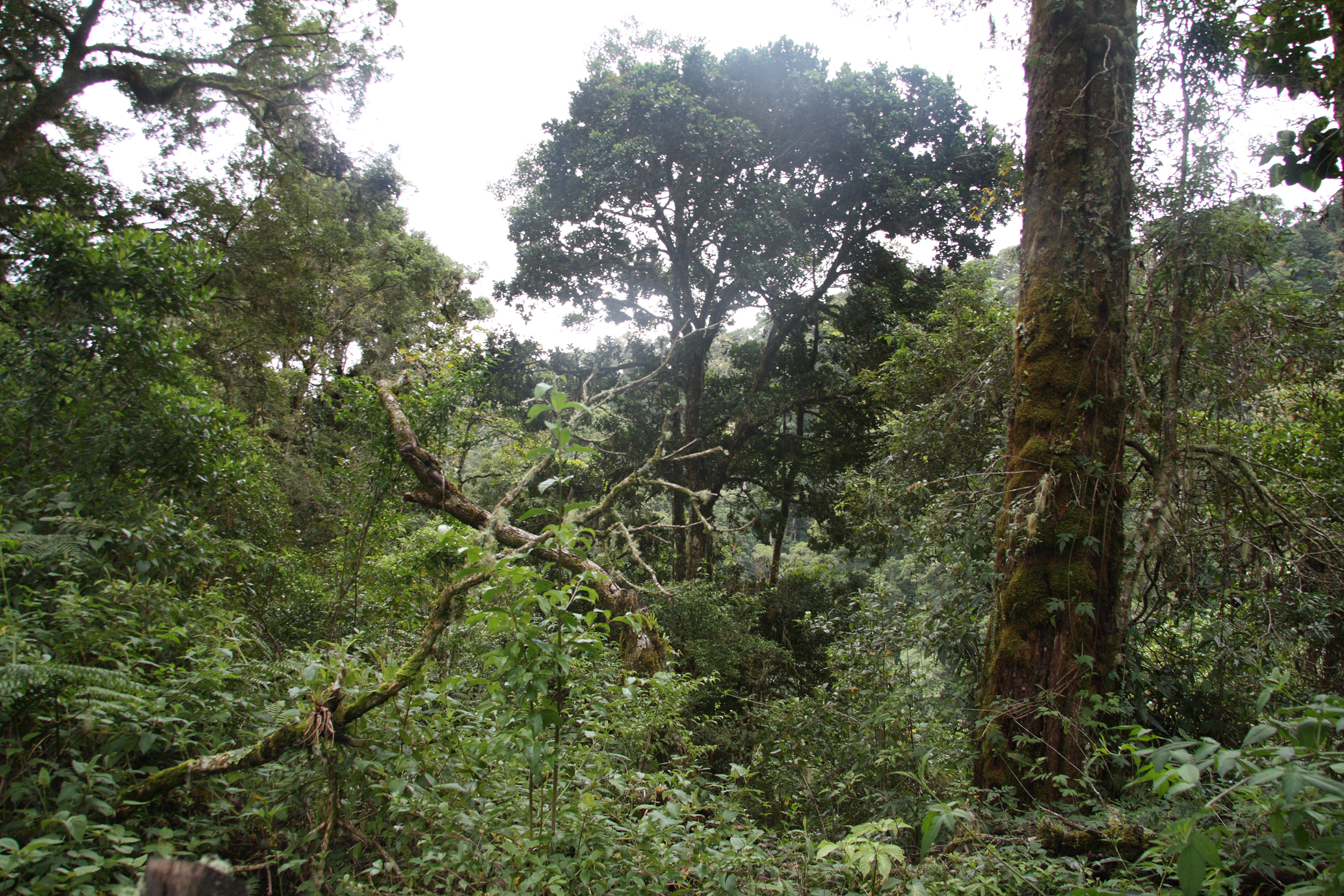
Regenwald im Nationalpark La Amistad (hier in Panama), einer der Lebensräume der Roten Tigervogelspinne.

Die Rote Tigervogelspinne kommt in Costa Rica und in Panama vor, wo sie die tropischen Regenwälder bewohnt und dort besonders an Gehölz am Boden zu finden ist.

### Bedrohung und Schutz
Über mögliche Bedrohungen der Roten Tigervogelspinne liegen keine Informationen vor. Ihr Bestand wird von der IUCN nicht gewertet und die Art genießt dementsprechend keinen Schutzstatus.

## Lebensweise

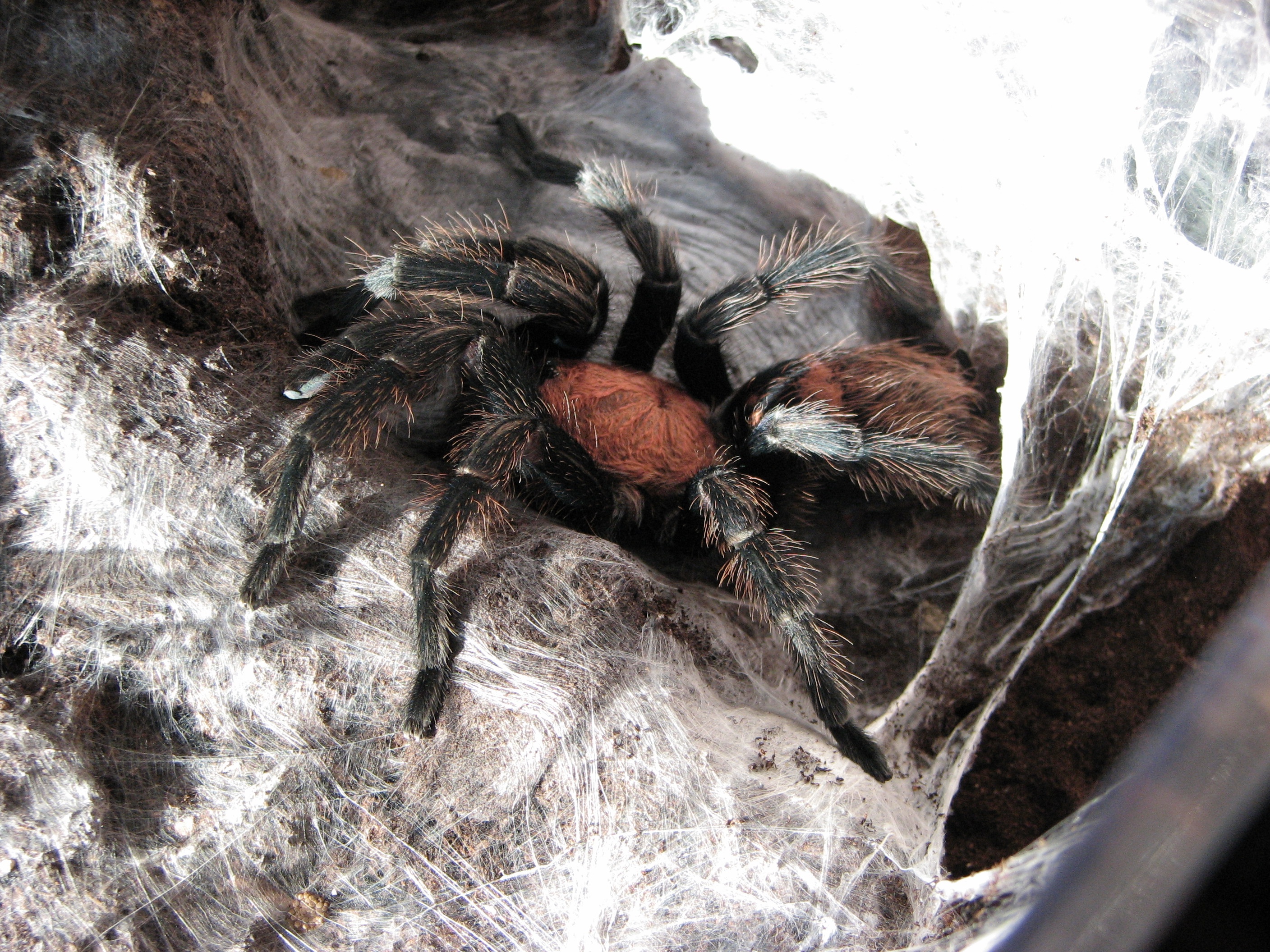
Weibchen auf der Netzdecke seines Wohngespinstes

Die Rote Tigervogelspinne zählt zu den bodenbewohnenden Vogelspinnen und gräbt Wohnröhren, die bei dieser Art recht komplex und ausgedehnt sein können. Die Wohnröhre wird wie bei anderen Arten mit einem Wohngespinst versehen. Gelegentlich werden auch andere passende Hohlräume genommen, die dann mit einem Gespinst versehen werden. Die wie alle Vogelspinnen nachtaktive Art verbleibt am Tag meist in dem Unterschlupf und verlässt diesen aber auch am Abend selten zum Zwecke der Suche nach Beutetieren.
Die Rote Tigervogelspinne gilt als friedlichere Vogelspinne und versucht bei Begegnungen mit möglichen Prädatoren (Fressfeinden) meist in ihrem Unterschlupf Zuflucht zu finden. Sollte es notwendig sein, kann sich die Art auch mittels Bombardieren (Abstreifen und verschleudern der Brennhaare), mit einer Drohgebärde oder in größter Not auch mit einem Giftbiss verteidigen.

### Fortpflanzung
Das Fortpflanzungsverhalten der Roten Tigervogelspinne unterscheidet sich nicht nennenswert von dem anderer Vogelspinnen und die Paarung verläuft meist friedlich. Infolge der heranreifenden Eier nimmt der Nahrungsbedarf des begatteten Weibchens zu, ehe es nach zwei bis drei Monaten einen Eikokon anfertigt, der etwa 150 bis 500 Eier enthalten kann. Die Jungtiere schlüpfen etwa sechs Wochen nach der Herstellung des Eikokons. Diese sind anfangs mit einer Beinspannweite von fünf Millimetern anfangs recht klein, wachsen aber vergleichsweise schnell heran. Männchen erreichen ihre Geschlechtsreife in zwei bis zweieinhalb und Weibchen innerhalb von zwei- bis dreieinhalb Jahren. Das Weibchen erreicht überdies eine längere Lebensdauer von maximal neun Jahren, während das Männchen mit einer Lebenserwartung von drei bis vier Jahren wie bei Vogelspinnen üblich deutlich kurzlebiger ist.

## Terraristik
Wie andere Vogelspinnen erfreut sich auch die Rote Tigervogelspinne bedingt durch ihr markantes Erscheinungsbild einer gewissen Beliebtheit als Heimtier in der Terraristik. Positiv hervorzuheben ist auch, dass die Spinne sich gegenüber dem Halter für gewöhnlich nicht aggressiv verhält und aufgrund ihrer verglichen mit anderen Vogelspinnen geringeren Größe auch in kleineren Behausungen gehalten werden kann. Allerdings sollte man sich vor einem Kauf einer oder mehrerer Exemplare des scheuen Charakters und der überwiegend versteckt ausgeführten Lebensweise der Art bewusst sein. Für die erfolgreiche Haltung von Exemplaren der Roten Tigervogelspinne muss wie bei allen Regenwaldbewohnern die Temperatur und Luftfeuchtigkeit in den für die Haltung verwendeten Behältnissen bestmöglich simuliert werden.

## Systematik
Bereits bei ihrer Erstbeschreibung 1892 durch Octavius Pickard-Cambridge erhielt die Rote Tigervogelspinne die Bezeichnung Davus fasciatus, die sie anfangs lange beibehalten hat. Von Carlos Enrique Valerio Gutierrez 1982 wurde die Art in die Gattung Cyclosternum transferiert und erhielt die Bezeichnung C. fasciatus, die auch heute noch häufig als Synonym verwendet wird. Durch Heinz-Josef Peters wurde die Rote Tigervogelspinne wieder in die Gattung Davus gestellt und erhielt ihre ursprüngliche Bezeichnung, die seitdem wieder gültig ist.
Die Rote Tigervogelspinne, die auch die Typusart ihrer Gattung ist, besitzt überdies zwei weitere Synonyme. Diese lauten:
- Metriopelma drymusetes Valerio, 1982
- Neischnocolus drymusetes Schmidt, 2003

## Galerie

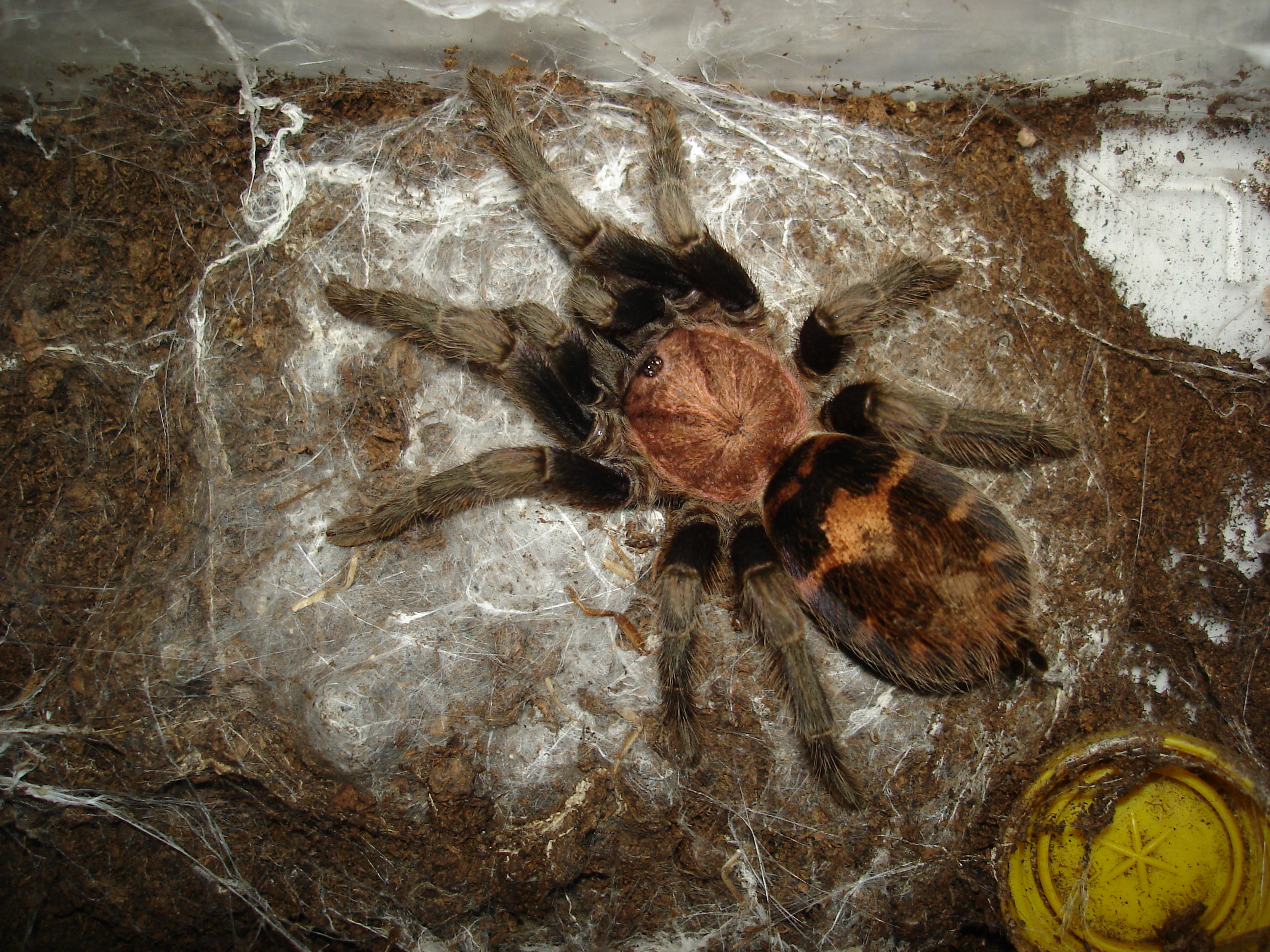
Dorsalansicht eines Weibchens
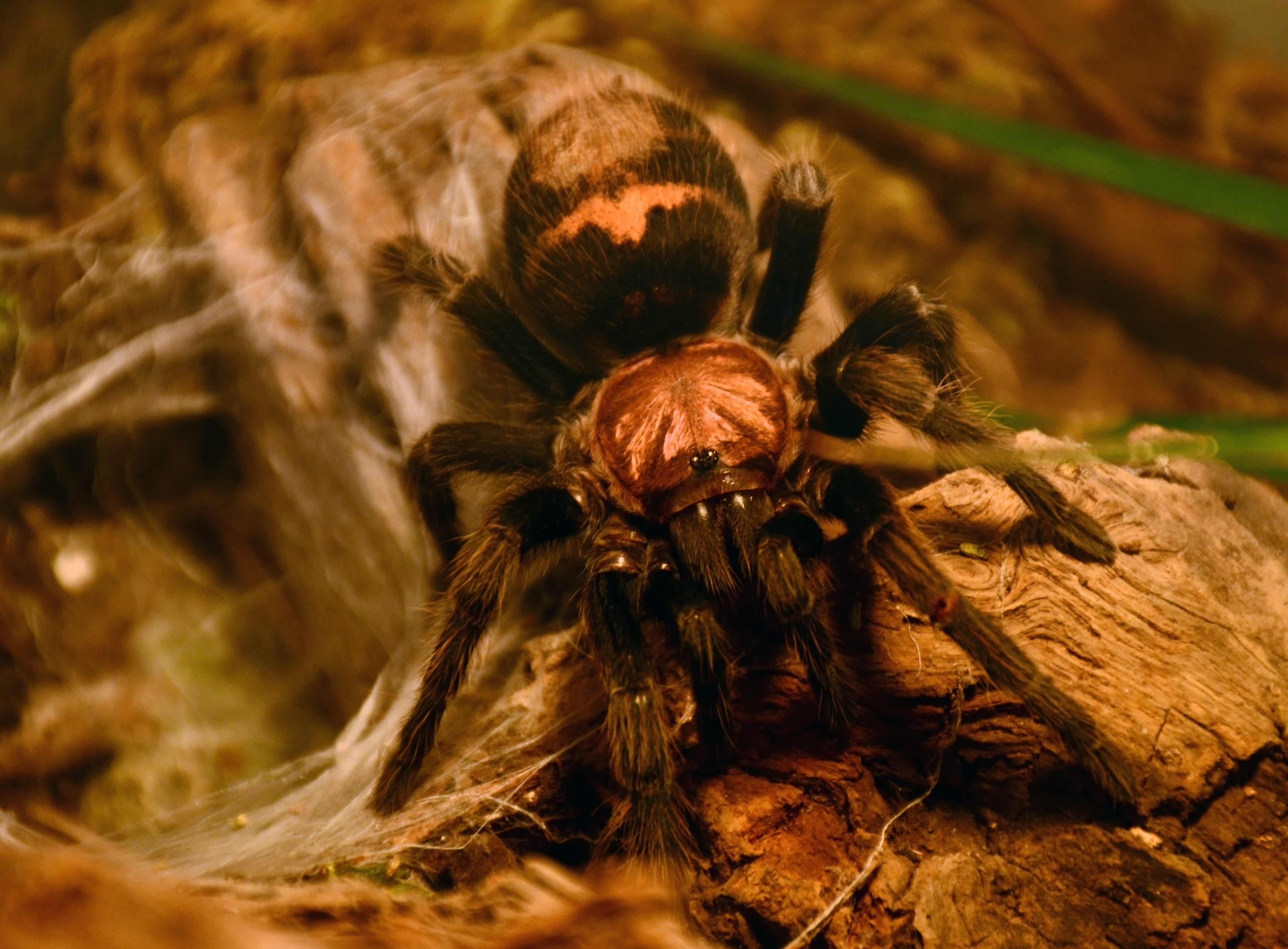
Frontalansicht eines Weibchens
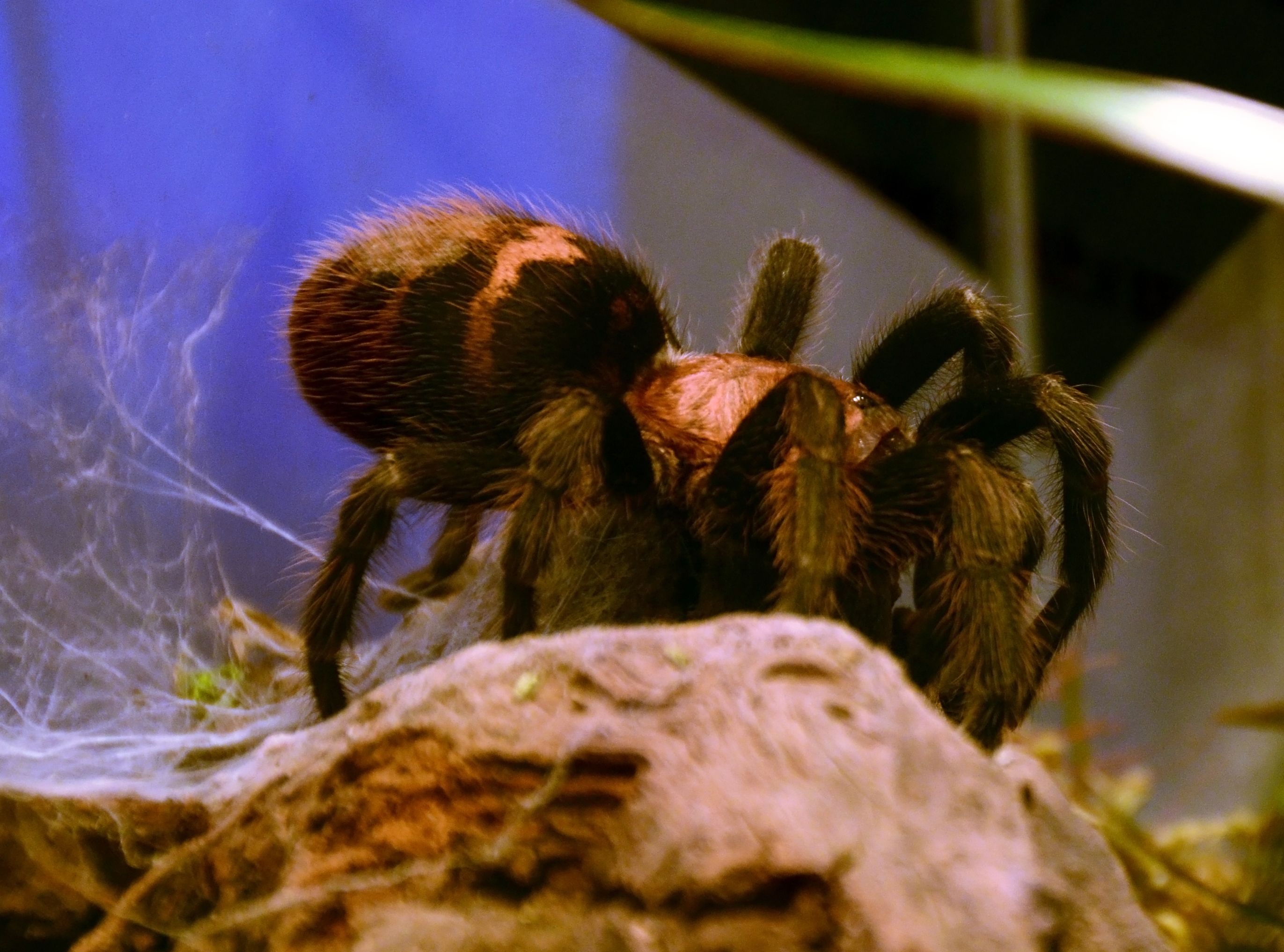
Lateralansicht eines Weibchens
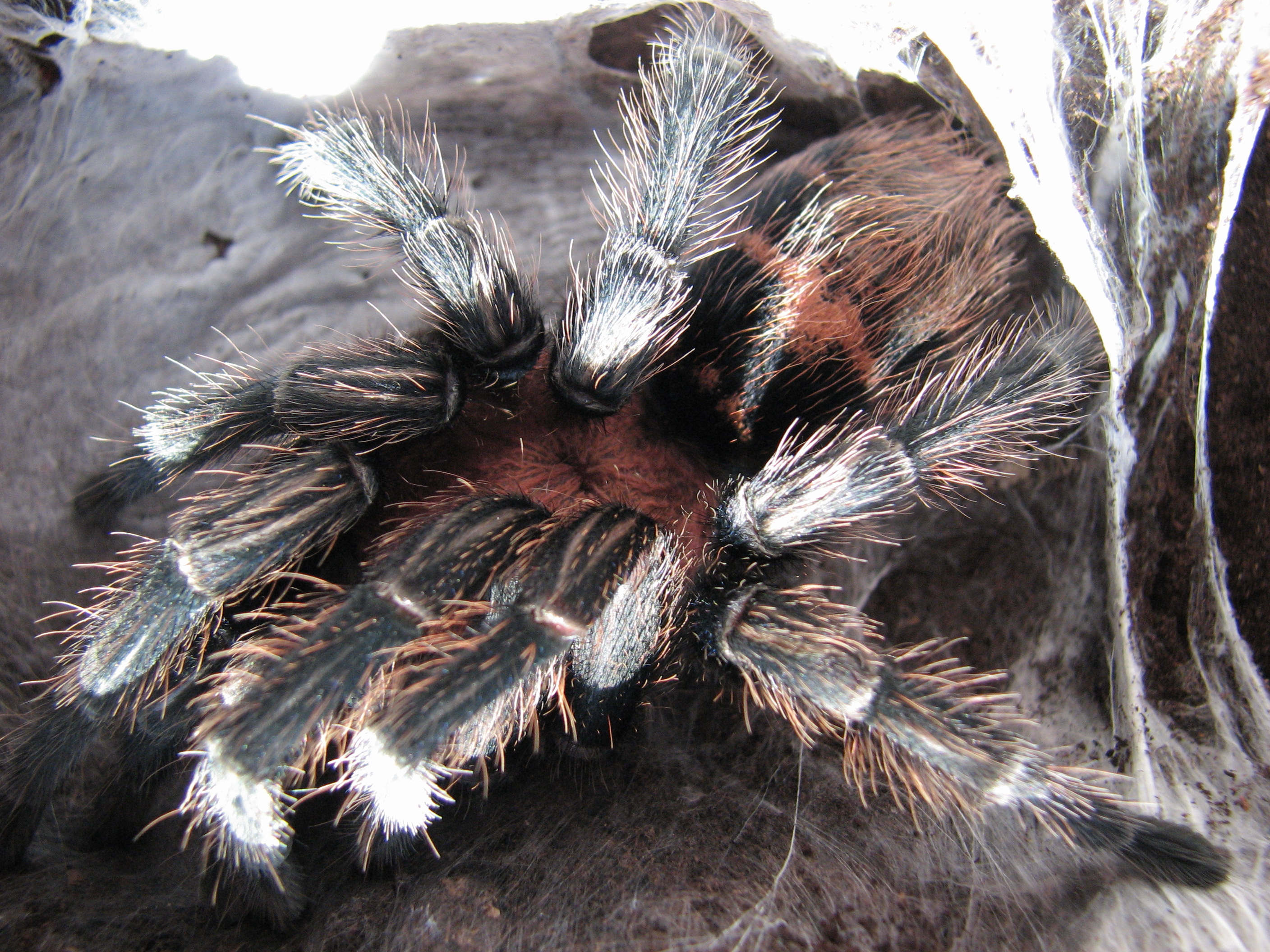
Detailaufnahme eines Weibchens
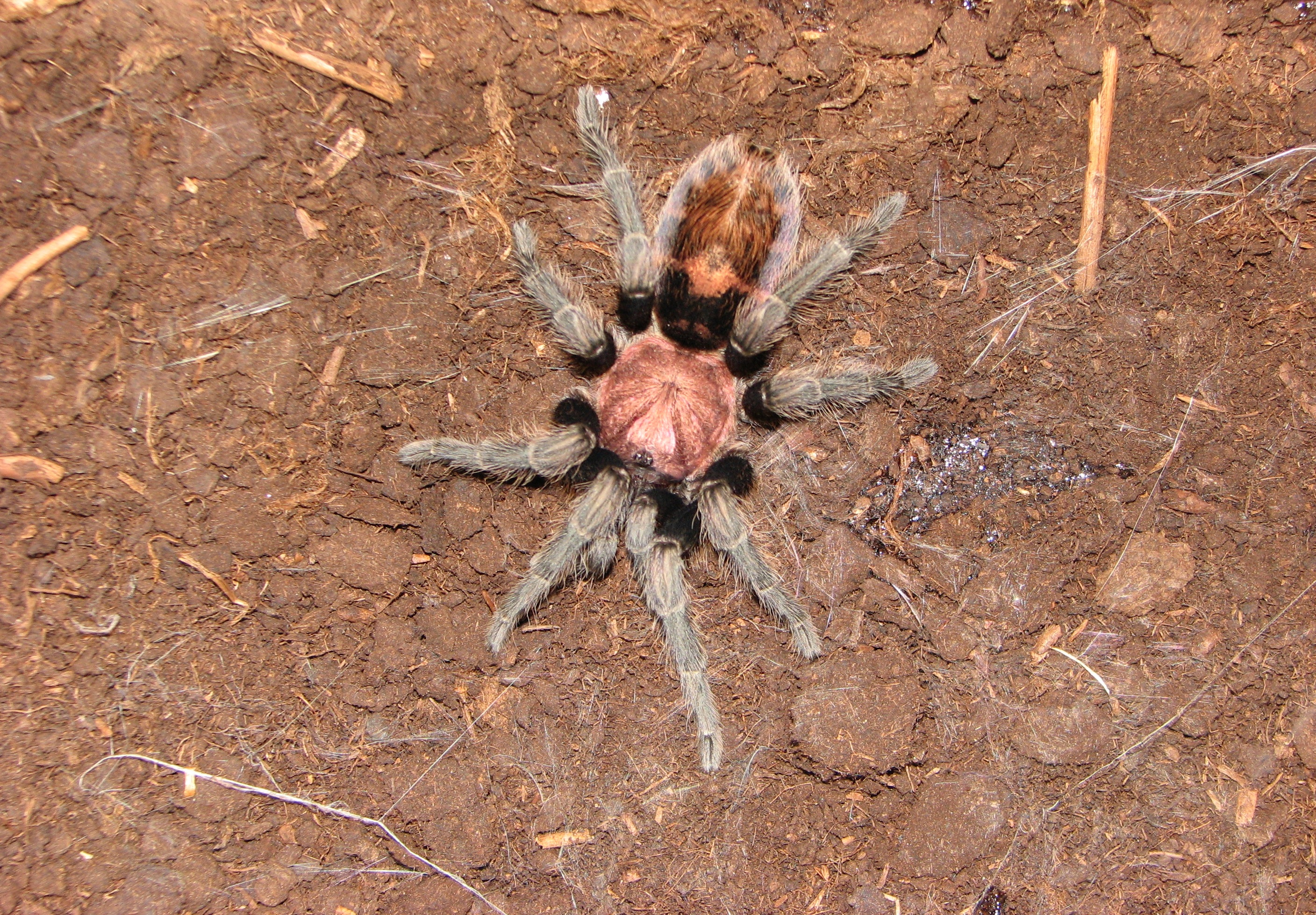
Weibchen außerhalb seines Unterschlupfes
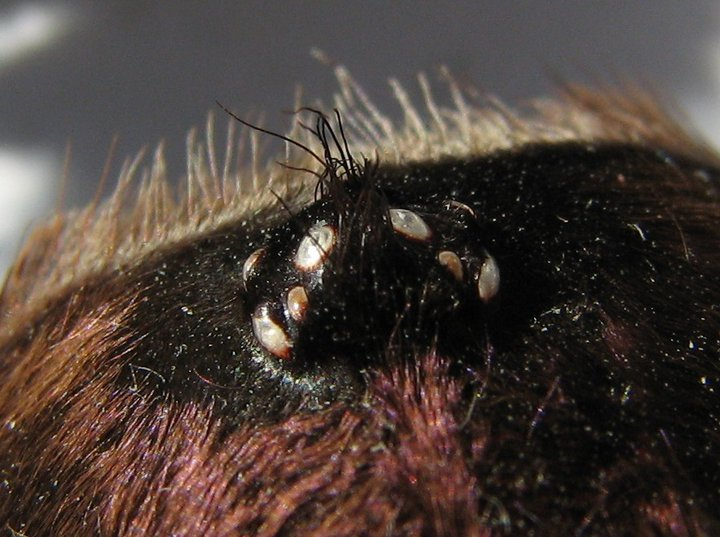
Augenhügel der Roten Tigervogelspinne